# NGC 1320
NGC 1320 este o infrared source⁠(d) situată în constelația Eridanul. A fost descoperită în 20 septembrie 1784 de către William Herschel. Se află la o distanță de 36,6 de megaparseci de Pământ.